# محمد غروی کاشانی
آیت‌الله‌العظمی محمّد غروی کاشانی فقیه و ادیب ایرانی است.

## زندگی
غروی کاشانی در سال ۱۲۷۵ شمسی در کاشان دیده به جهان گشود.
پدرش حاج ملّا محمّدحسین نطنزی حاکم شرع کاشان بود. وی قبل از اینکه به سنّ ۹ سالگی برسد پدر خود را از دست داد و سرپرستی او را مادرش، «حاج خانم گوهر» به عهده گرفت.
وی در کاشان از ملّا محمّدحسن نحوی، حبیب‌الله شریف کاشانی و در اصفهان از علمایی چون: آخوند ملّا محمّد کاشانی، آقا سیّدمهدی دُرچه‌ای و میرزا احمد بهره برد.
محمّد غروی کاشانی در ۱۳۰۱ شمسی عازم نجف گردید و چهارده سال در آن دیار از محضر: محمدحسین نائینی، سید ابوالحسن اصفهانی، ضیاءالدین عراقی و شیخ اسدالله زنجانی استفاده کرد و موفّق به اخذ اجازهٔ اجتهاد گردید و همچنین نجوم را از شمس تبریزی از علمای مقیم نجف آموخت.
وی یکی دو سال آخر اقامت خود در نجف دچار بیماری ریوی شد و با شدّت یافتن بیماری، توان ماندن خود را در آن دیار از دست داد، به ناچار با تجویز پزشک معالج برای تغییر آب و هوا، با وجود آنکه استادانش به وی تکلیف ماندن در حوزهٔ علمیهٔ نجف نموده بودند در خرداد ۱۳۱۴ این شهر را به قصد کاشان ترک کرد.
مشارٌالیه چند سالی در کاشان بود و سپس به مشهد روی آورد و مدّت دو سال آنجا بود و بعد از آن به کاشان مراجعت کرد و به ارشاد خلق و رفع مشکلات آنان و تعلیم و تدریس اشتغال می‌ورزید تا اینکه در سال ۱۳۲۹ شمسی به تهران رفت و در آنجا سکونت اختیار کرد.
محمد غروی خانه‌ای محقّر در جنوب تهران داشت و امرار معاشش از راه اندک اجاره‌ای بود که از بازماندهٔ املاک پدریش در کاشان حاصل می‌شد.

## نقش در انقلاب اسلامی
غروی نخستین روحانی مبارز از بین علمای طراز اول تهران در سال ۱۳۴۲ بود که با اعتقاد به ولایت مطلقه فقیه با انتشار اعلامیه‌هایی مردم را به همراهی حوزه و دانشگاه، دعوت به تبعیت از سیدروح الله خمینی در مبارزه با رژیم شاهنشاهی نموده و دین را از سیاست جدا نمی‌دانست.
انتشار اعلامیه‌هایی در مخالفت و مبارزه با لوایح ۶ گانه انقلاب سفید در آگاه‌سازی مردم توسط آیت‌الله غروی از جمله اقدامات وی است.
در جریان جنگ شش‌روزه اعراب و اسرائیل در ۱۳۴۶، غروی که بسیار نگران سرنوشت جنگ بود، مجلس دعایی در مسجد ارگ تهران برپا نمود، و چون مأمورین درهای مسجد را بستند در پشت درب مسجد همراه مردم برای پیروزی مسلمین دعا نمود، سپس مردم در اطراف پراکنده شدند و با شعارهای مرگ بر اسرائیل و حامیانش سر دادند.
غروی نخستین روحانی در ایران است که پیوند دانشگاه و روحانیت را با پرورش شاگردان دانشگاهی ایجاد کرد و عقیده داشت که این دو قشر باید در کنار یکدیگر باشند.
مبارزات وی تا سال‌های آخر عمر وی ادامه داشت تا جائی که دستگاه از طریق شخصی که در نقش پزشک به منزل ایشان جهت درمان وی رفت‌وآمد می‌کرد، غروی را با تزریق آمپول از ناحیه دو پا فلج و وی را خانه‌نشین کرد.

## نمونهٔ شعر
غروی کاشانی شعر هم می‌گفت. نمونه ای از شعر وی که به خاطر غیبت میرزا حسن ناصری (شاعر کاشانی، متوفی ۱۳۱۶ شمسی) سروده‌است:
| ای ناصری که مثل تو در روزگار نیست |  | پس عیبت این که عهد و وفات استوار نیست |
| گر فارغی تو از من رنجور بینوا     |  | من چون کنم؟ که بی‌تو دلم را قرار نیست  |

## درگذشت
محمد غروی کاشانی در ۵ آذر ۱۳۵۷ در بیمارستان جم تهران درگذشت.
جامعهٔ روحانیّت تهران با وجود حکومت نظامی مراسم تشییع جنازهٔ ایشان را صبح روز سه شنبه ۷ آذر ماه اعلام کرد. در این مراسم مأموران برای متفرّق کردن جمعیّت تیراندازی نمودند و در نتیجه سه نفر شهید و چند تن مجروح شدند؛ در عصر همان روز پیکر آن عالم مبارز به کاشان انتقال یافت و پس از تشییع بی‌سابقه‌ای در این شهر ـ با وجود مخالفت و عدم رضایت مأموران حکومتی ـ در مقبرهٔ خانوادگی پدرش مقابل بقعهٔ ملّا محسن فیض کاشانی به خاک سپرده شد.

## نگارخانه

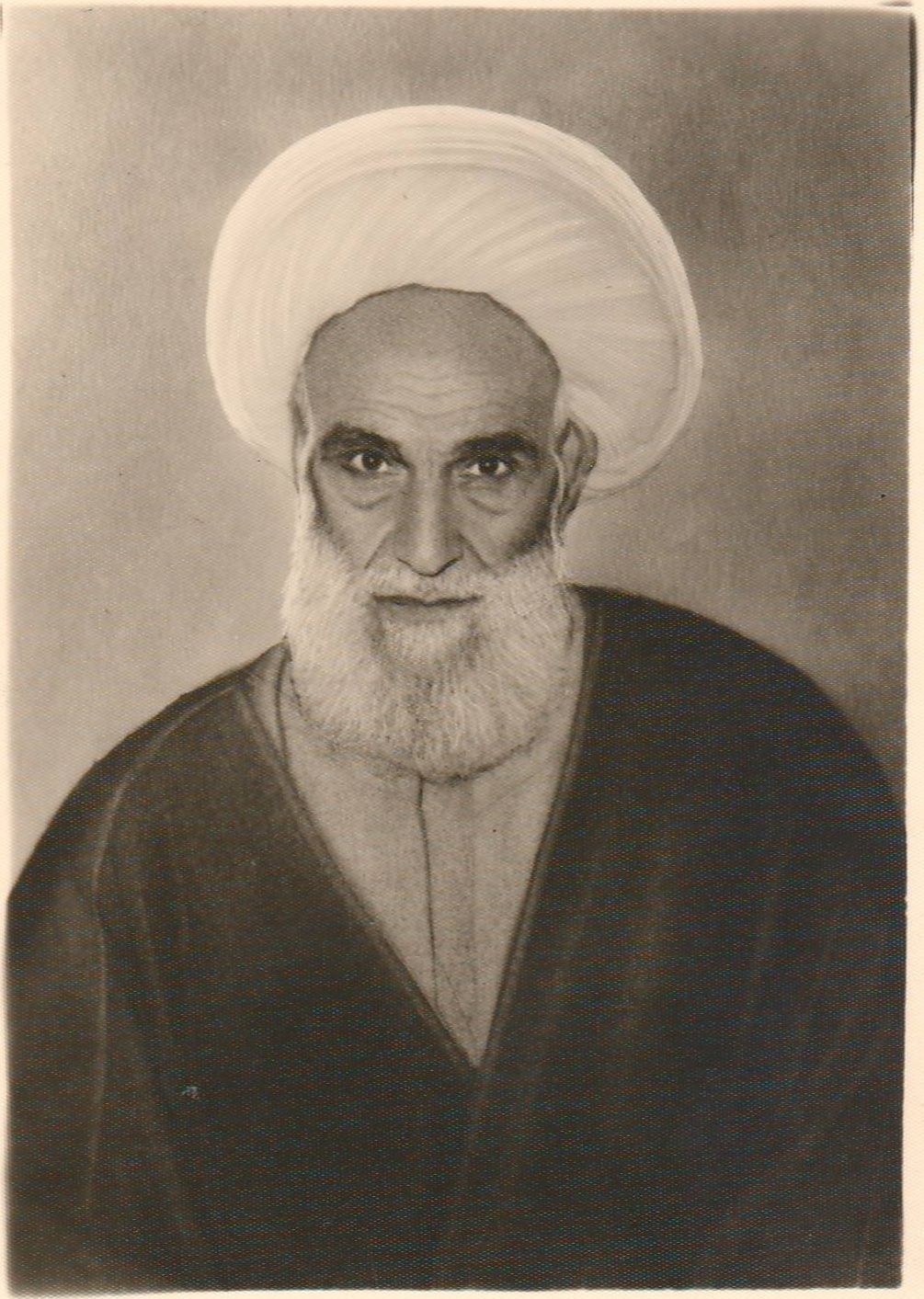
محمد غروی کاشانی
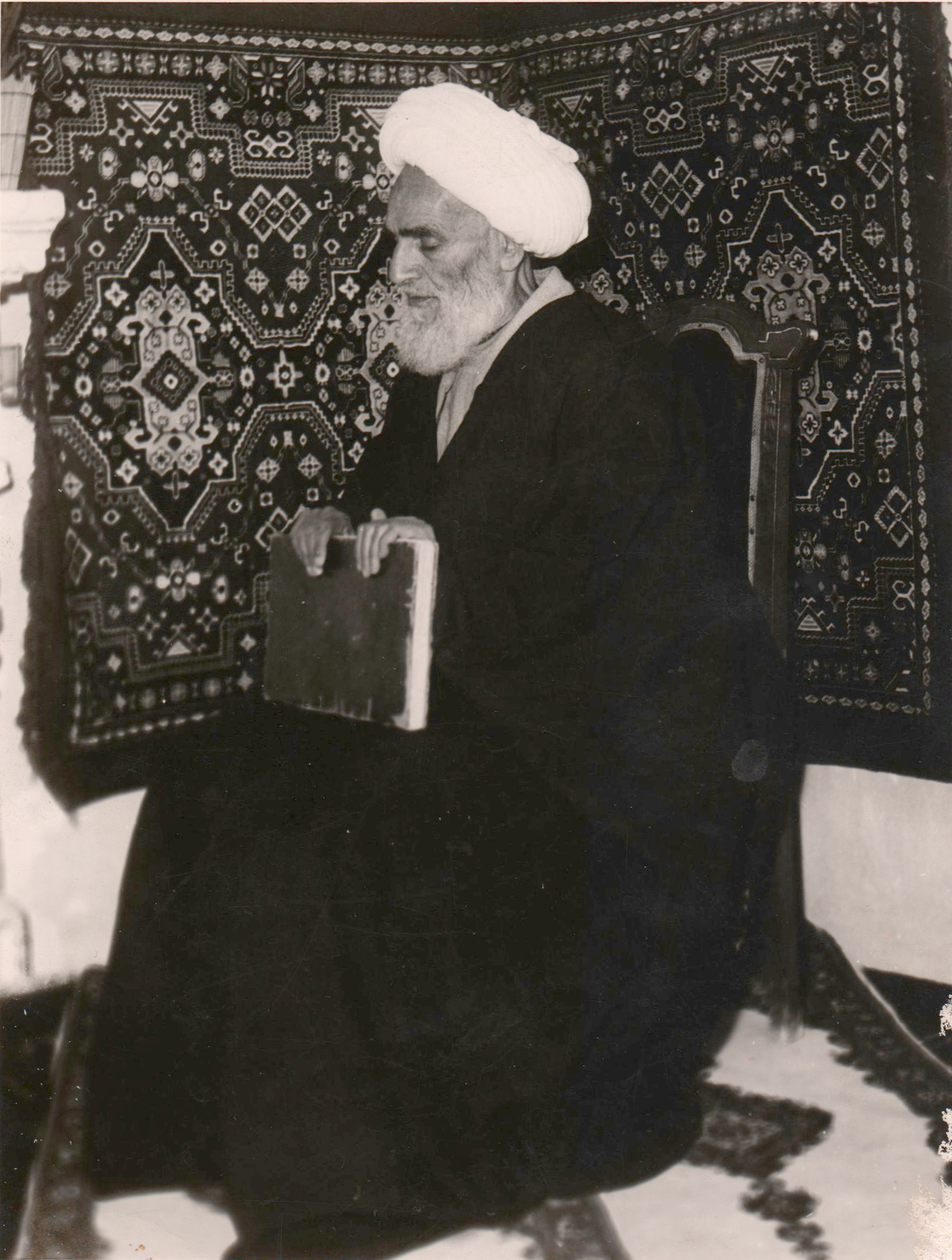
محمد غروی کاشانی
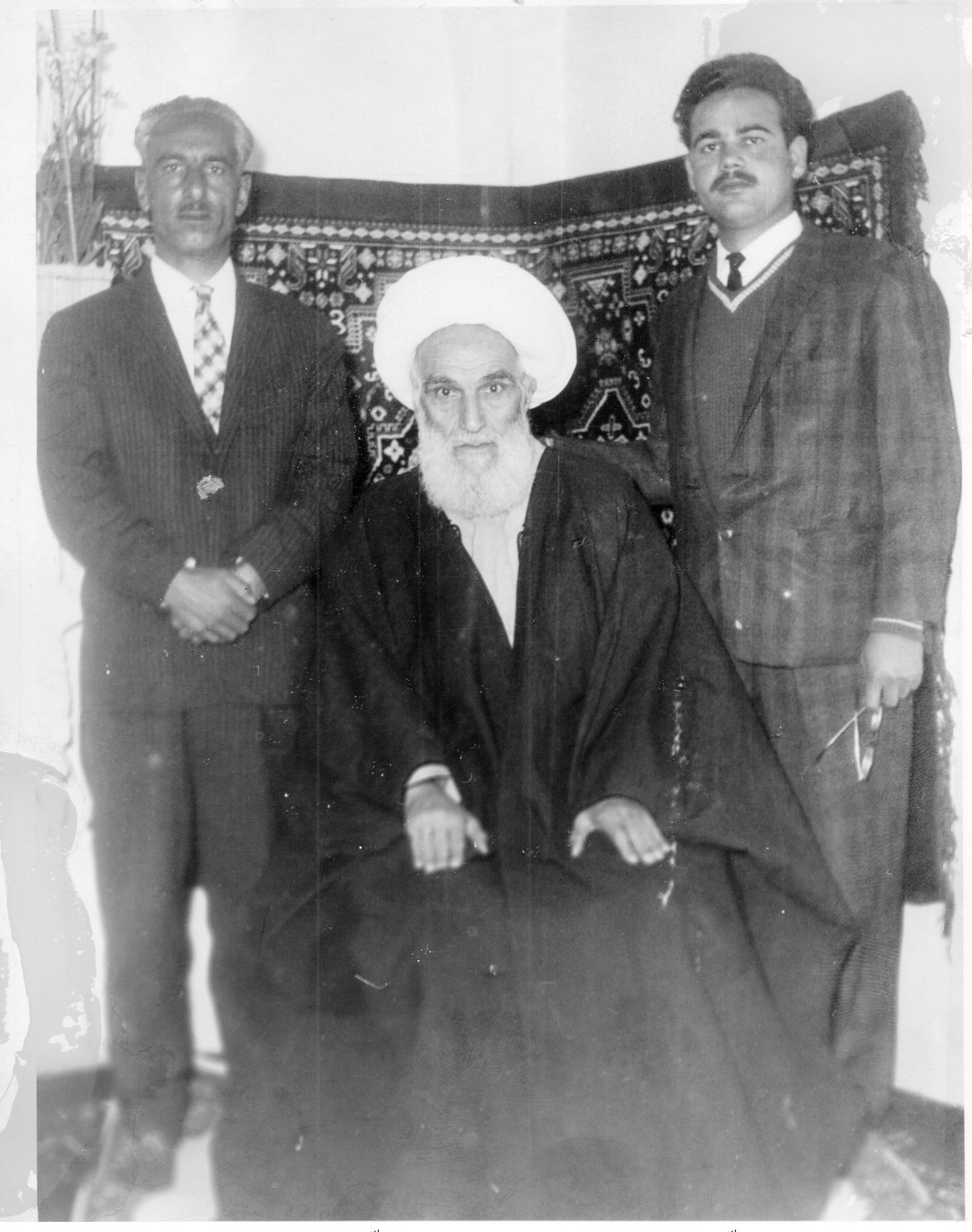
محمد غروی کاشانی، سمت راست: حسن عاطفی، سمت چپ: حسین حجّت‌زاده